# Pioneer (песма)
Pioneer је песма коју изводи мађарски певач Фреди. Песма је представљала Мађарску на Песми Евровизије 2016. године. Песму је написао Борбала Царнаи, док је продукцију урадио Зе Сабо.
Фреди је најављен као један од 30 такмичара на мађарском националном такмичењу A Dal 2016 15. децембра 2015. године. У финалу је освојио и поене жирија и публике, победивши на такмичењу.
Представљао је Мађарску на такмичењу за Песму Евровизије 2016. у Стокхолму, у Шведској, наступајући у првој половини првог полуфинала. Он се пласирао у финале и стигао до 19. позиције са 108 бодова.